# Orville, Côte-d'Or
Orville är en kommun i departementet Côte-d'Or i regionen Bourgogne-Franche-Comté i östra Frankrike. Kommunen ligger i kantonen Selongey som tillhör arrondissementet Dijon. År 2022 hade Orville 177 invånare.

## Befolkningsutveckling
Antalet invånare i kommunen Orville
Referens:INSEE